# Tipula (Acutipula) omeiensis
Tipula (Acutipula) omeiensis is een tweevleugelige uit de familie langpootmuggen (Tipulidae). De soort komt voor in het Palearctisch gebied.